# 2239 Paracelsus
2239 Paracelsus је астероид. Приближан пречник астероида је 38,93 ,
а средња удаљеност астероида од Сунца износи 3,200 астрономских јединица (АЈ).
Инклинација (нагиб) орбите у односу на раван еклиптике је 10,910 степени, а орбитални период износи 2090,856 дана (5,724 година). Ексцентрицитет орбите астероида износи 0,098.
Апсолутна магнитуда астероида износи 11,50 а геометријски албедо 0,029.
Астероид је откривен 13. септембра 1978. године.